# Мендеш, Педру (футболист, 1999)
Педру Мануэл Лобу Пейшоту Минейру Мендеш (порт. Pedro Manuel Lobo Peixoto Mineiro Mendes; родился 1 августа 1999 года в Гимарайнше, Португалия) — португальский футболист, нападающий клуба «Асколи».

## Клубная карьера
Мендеш — воспитанник клубов «Витория Гимарайнш», «Сантдинешеш», «Морейренсе» и лиссабонского «Спортинга». В 2018 году Педру для получения игровой практики начал выступать за дублирующий состав. 19 сентября 2019 года в матче Лиги Европы против нидерландского ПСВ он дебютировал за основной состав. В этом же поединке Педру забил свой первый гол за «Спортинг». 11 января 2020 года в матче против «Витории Сетубал» он дебютировал в Сангриш лиге.